# إيما تشيسمان
إيما تشيسمان (بالإنجليزية: Emma Cheeseman)‏ هي رسامة وعالمة نبات نيوزيلندية، (و. 1846 – 1928 م).